# 阿什里哈萨克族乡
阿什里哈萨克族乡（維吾爾語：ئاشىلى قازاق يېزىسى‎）是中华人民共和国新疆维吾尔自治区昌吉回族自治州昌吉市下辖的一个民族乡。

## 行政区划
阿什里哈萨克族乡下辖以下村级行政区划单位：
阿魏滩村、阿什里村、二道水村、努尔加村和胡阿根村。